# Фландрія (фільм)
Фландрія (фр. Flandres) — французька кінодрама 2006 року режисера Брюно Дюмона.

## Сюжет
Військова драма розповідає про те, як цивілізовані люди на війні перетворюються на диких звірів: насильників, убивць і садистів. Анрі Деместр — хлопець, який працює на фермі у французькому селі. Він пасе худобу, стежить за господарством, вечорами п'є пиво. Анрі закоханий у Барбі, подружку дитинства, яка живе по сусідству. Відносини у неї і замкнутого Деместра не складаються, але хлопець з вдячністю приймає і те небагато, що може дати йому його обраниця. Втім, скоро і цьому приходить кінець — Барбі захоплюється іншим юнаком, Блонделем.
Раптом у життя героїв втручається війна, що проходить десь далеко від рідної домівки. Хлопців з села, в тому числі Деместра і Блонделя, викликають на фронт. Військові жахи змінюють всіх молодих людей. З цивілізованих і культурних європейців вони перетворюються на жорстоких варварів, здатних на все. Змінюється й Анрі. Насильство і страх, що просочують все навколо, перетворюють його на справжнього воїна. А тим часом Барбі, що залишилася вдома, у Фландрії, повільно сходить з розуму.

## Нагороди
Фільм завоював гран-прі Каннського фестивалю, а також номінацію на «Золоту пальмову гілку». Стрічка також була відзначена спеціальним призом Єреванського фестивалю.

## У ролях
| Актор           | Роль          |
| --------------- | ------------- |
| Аделаїда Леру   | Барбі         |
| Самюель Буаден  | Андре Деместр |
| Анрі Кретель    | Блондель      |
| Жан-Марі Брювер | Бріш          |
| Давид Пулен     | Леклерк       |
| Патріс Венан    | Мордак        |
| Давид Леге      | лейтенант     |
| Інга Декестекер | Франс         |